# HMS Comet (H00)
Pour les autres navires du même nom, voir HMS Comet et NCSM Restigouche.
Le HMS Comet (H00) est un destroyer de classe C lancé en 1931 pour la Royal Navy. En 1938, il est vendu à la Marine royale canadienne et y entre en service sous le nom de NCSM Restigouche (H00). Le destroyer participe alors à l'escorte de nombreux convois dans l'Atlantique durant la Seconde Guerre mondiale, avant de rapatrier de nombreux soldats canadiens après la victoire ; il est retiré du service fin 1945 et démoli en 1946.

## Histoire
Le HMS Comet intègre la 2e flottille de destroyers de la Home Fleet début juin 1932. En juin 1938 il rejoint la Marine royale canadienne et prend le nom de NCSM Restigouche, d'après la rivière Ristigouche. Durant la Seconde Guerre mondiale, il escorte de nombreux convois dans l'Atlantique, parmi lesquels le convoi HX 15 et le convoi HX 45.